# Maurice Lévy
Maurice Lévy (Oujda, 18 febbraio 1942) è un manager francese di origine marocchina, magnate della pubblicità.
È stato presidente e direttore generale del gruppo Publicis dal 1987 al 2017. È accreditato di una fortuna personale intorno ai 108 milioni di Euro ed ha percepito 3,6 milioni di Euro nel 2008 (3° manager più pagato di Francia).

## Biografia
Arrivato nell'agenzia pubblicitaria Publicis nel 1971 per dirigere l'informatica, fa rapidamente riversare tutti i dati del gruppo su nastro magnetico. Un incendio avvenuto nel 1973 nella sede principale dell'agenzia deciderà il suo destino: salva tutti i nastri e dunque Publicis. Otto giorni più tardi il gruppo riprende a funzionare a pieno regime. Il presidente, Marcel Bleustein-Blanchet, lo nota e fa di lui il suo delfino. Dopo la morte di Marcel Bleustein-Blanchet, Lévy dirige il gruppo con pugno di ferro e grazie ad un progetto di implementazione aggressiva, ha elevato l'ex azienda familiare al rango di 3º gruppo pubblicitario mondiale (2010). Lascia la carica nel 2017.
Maurice Lévy viene spesso dipinto come un'eminenza grigia. È membro del consiglio della fondazione del Forum Economico Mondiale.
Nel gennaio 2008, Maurice Lévy ha ricevuto l'International Leadership Award 2008 assegnatogli dall'Anti-Defamation League statunitense in riconoscimento del suo impegno in favore della tolleranza e della diversità.